# ۶۷۸ (فیلم)
«۶۷۸» (انگلیسی: 678 (film)) فیلمی در ژانر درام است که در سال ۲۰۱۰ منتشر شد.